# Wilhelm Meyer (konstnär)
Wilhelm Fredrik Meyer, född 6 juni 1844 i Stockholm, död där 10 november 1944, var en svensk konstnär och xylograf. Under slutet av 1800-talet drev han Sveriges ledande xylografiska anstalt.

## Biografi

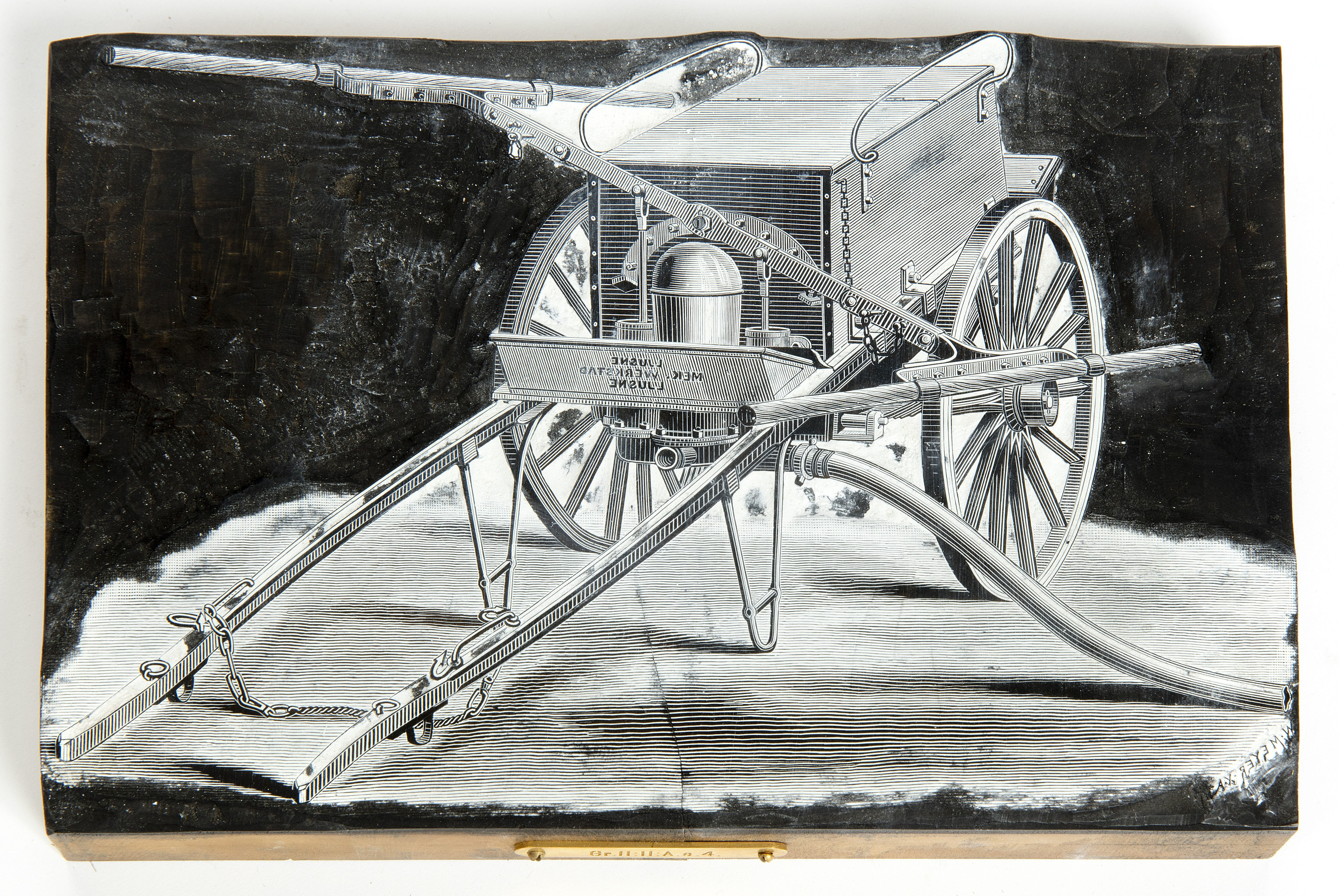
Tryckstock för en illustration av en hästdragen brandspruta, omkring 1880.

Wilhelm Meyers föräldrar var den från Tyskland invandrade  litografen Johan Fredrik Meyer och Catharina Therese Rosenthal (1814–1896). Han var bror till konstgjutaren Otto Meyer och till hovlitografen Carl Fredrik Meyer. På 1860-talet var han elev vid Principskolan i Konstakademien i Stockholm och lärling hos bland andra Obermann, Haase & Wecke och Komne & Hansen i Leipzig. Därefter arbetade han i faderns företag. Det följde ytterligare studier och praktik i Köpenhamn och Stuttgart. 
När Meyer sedan öppnade sin egen verksamhet i Stockholm i början av 1870-talet hade han den nyaste kunskapen inom xylografins område med sig från kontinenten. Samtidigt hade xylografin sin högkonjunktur vilket gynnade Meyers etablering. Vid sidan av många litterära verk blev Meyer känd för sina uppdrag inom vetenskaplig fackillustration åt exempelvis Nationalmuseum och Riksantikvarieämbetet. Därtill kom bildgravyrer för Ny Illustrerad Tidning och Svenska Familj-Journalen samt kommersiella affärstryck som annonser och broschyrer, allt i mycket hög kvalitet. 
Meyer var även en skicklig företagsledare och ekonom och var den förste i Sverige som etablerade ett privat storföretag med flera lärlingar, gesäller och utlärda xylografer. Hans företag var ekonomiskt framgångsrikt och när han stängde sin ateljé 1912 gjorde han det ”med flaggan i topp”. 1927 donerade han ett stort antal av sina bilder, tryckstockar och diverse verkstyg till Nationalmuseet. Många av sina tryckstockar skänkte han även till Hallwylska museet.
På sin 100-årsdag intervjuades han i juni 1944 av pressen. Svenska Dagbladet rimmade: "Ack vad tiden går och går – Meyer är nu hundra år" och när Dagens Nyheters reporter skulle gå, ropade Meyer skämtsamt: "Välkommen på 110-årsdagen". Meyer var ogift och barnlös och fann sin sista vila i familjegraven på Norra begravningsplatsen.

## Utmärkelser
- Silvermedalj vid Göteborgsutställningen 1891.
- Utmärkelse vid Allmänna konst- och industriutställningen 1897.

## Övrigt
- Meyer finns representerad vid bland annat Nationalmuseum[7] i Stockholm.

## Arbeten i urval

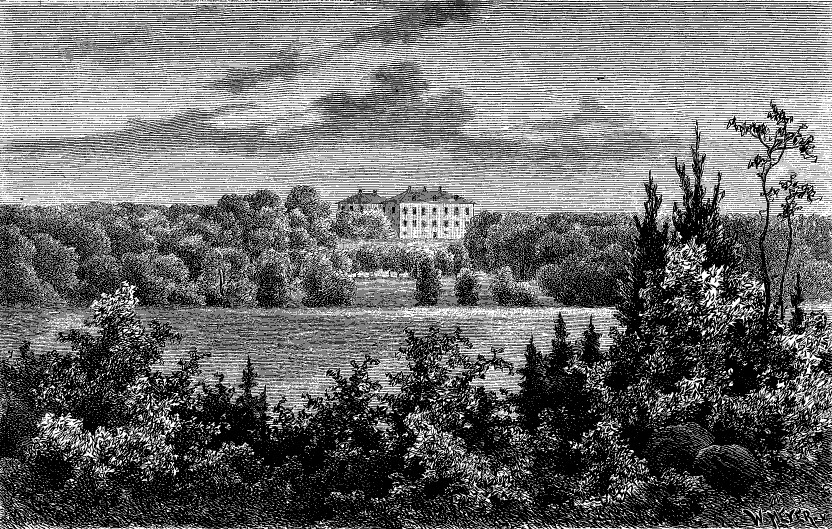
Venngarns slott, Sigtuna, xylografi i Svenska Familj-Journalen 1875 efter teckning av Carl Svante Hallbeck.
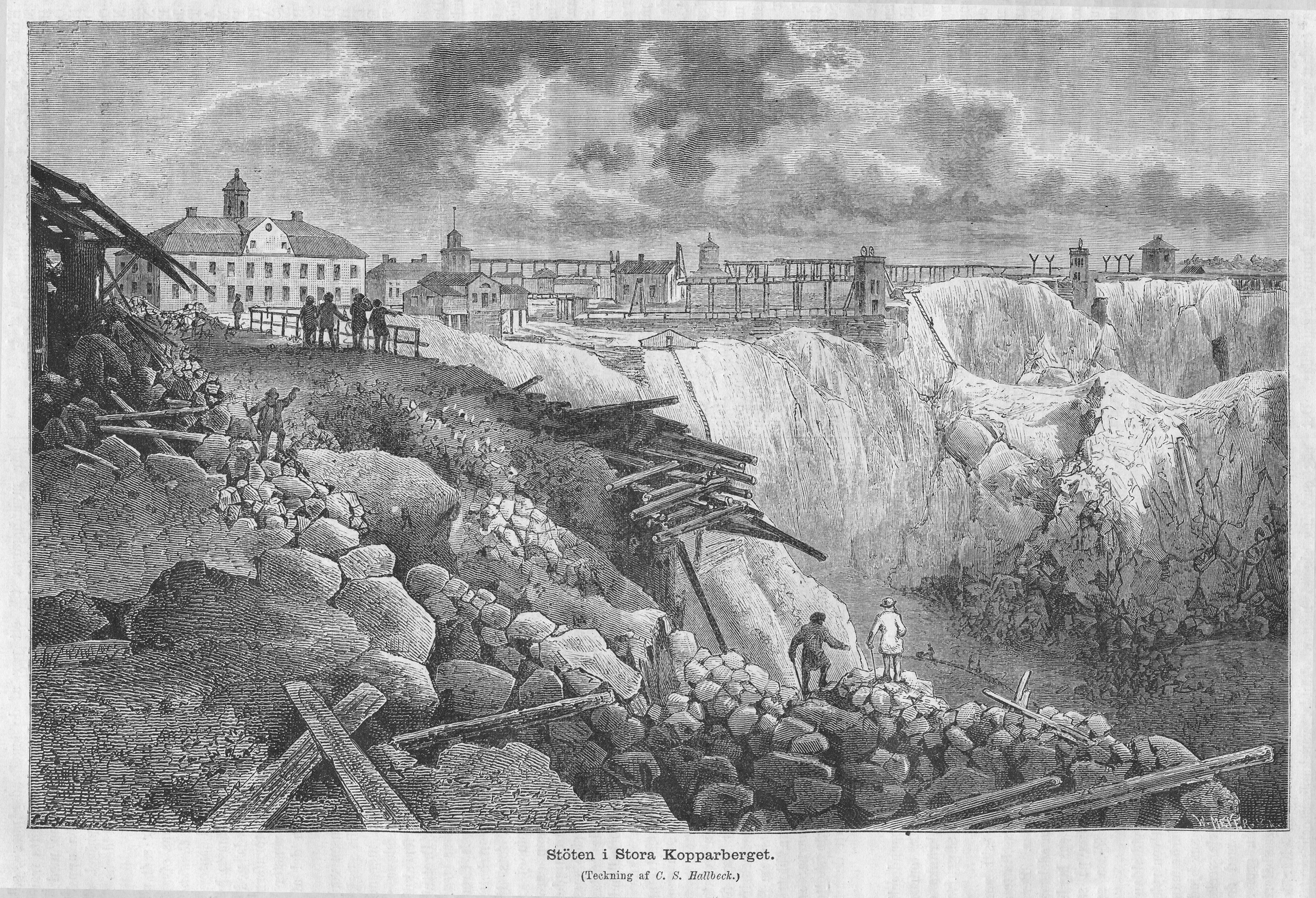
Falu gruva Stora Stöten xylografi i Svenska Familj-Journalen 1877 efter teckning av Carl Svante Hallbeck.
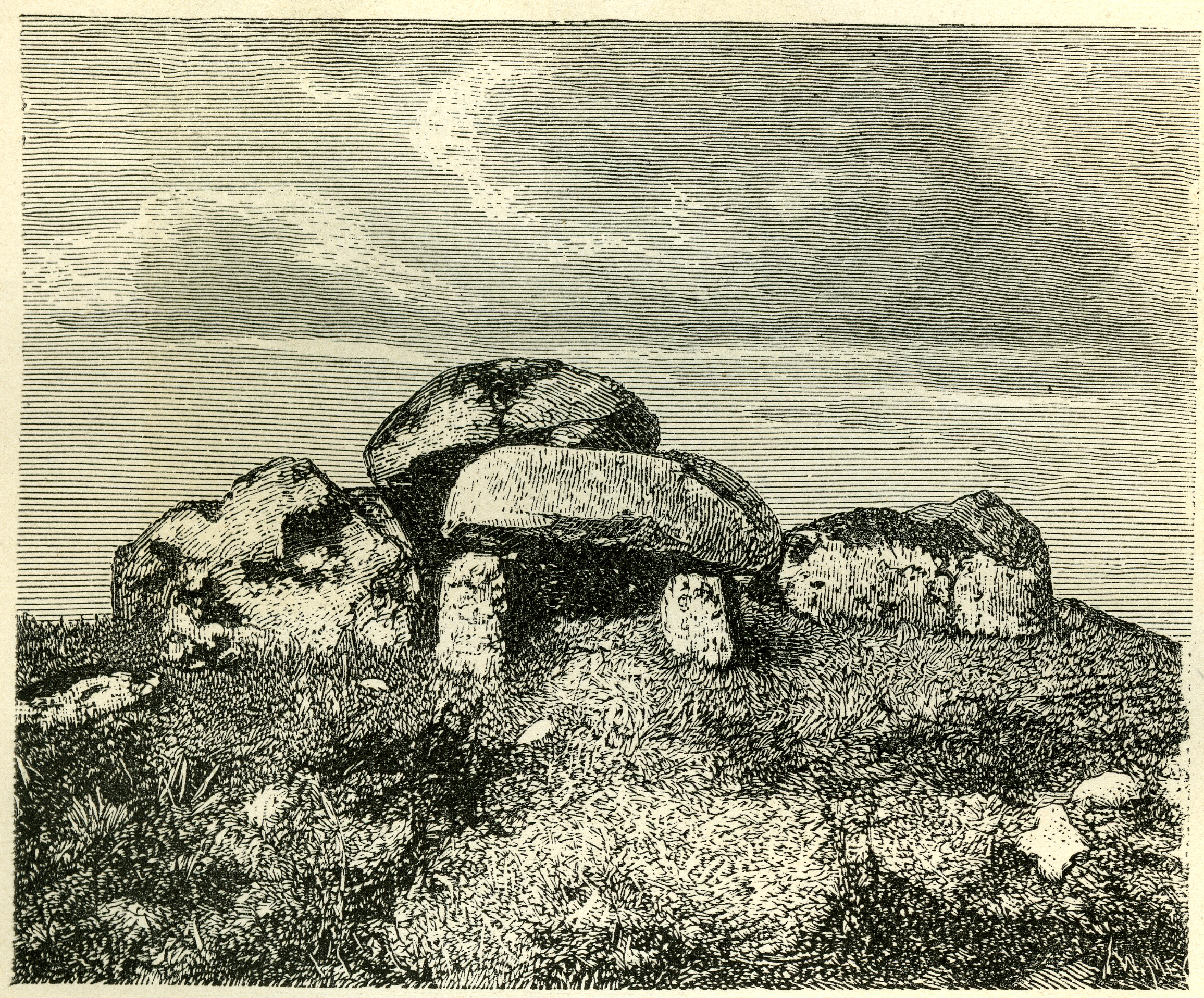
Gånggrift i Luttra. Gravyr i Sveriges hednatid 1877.
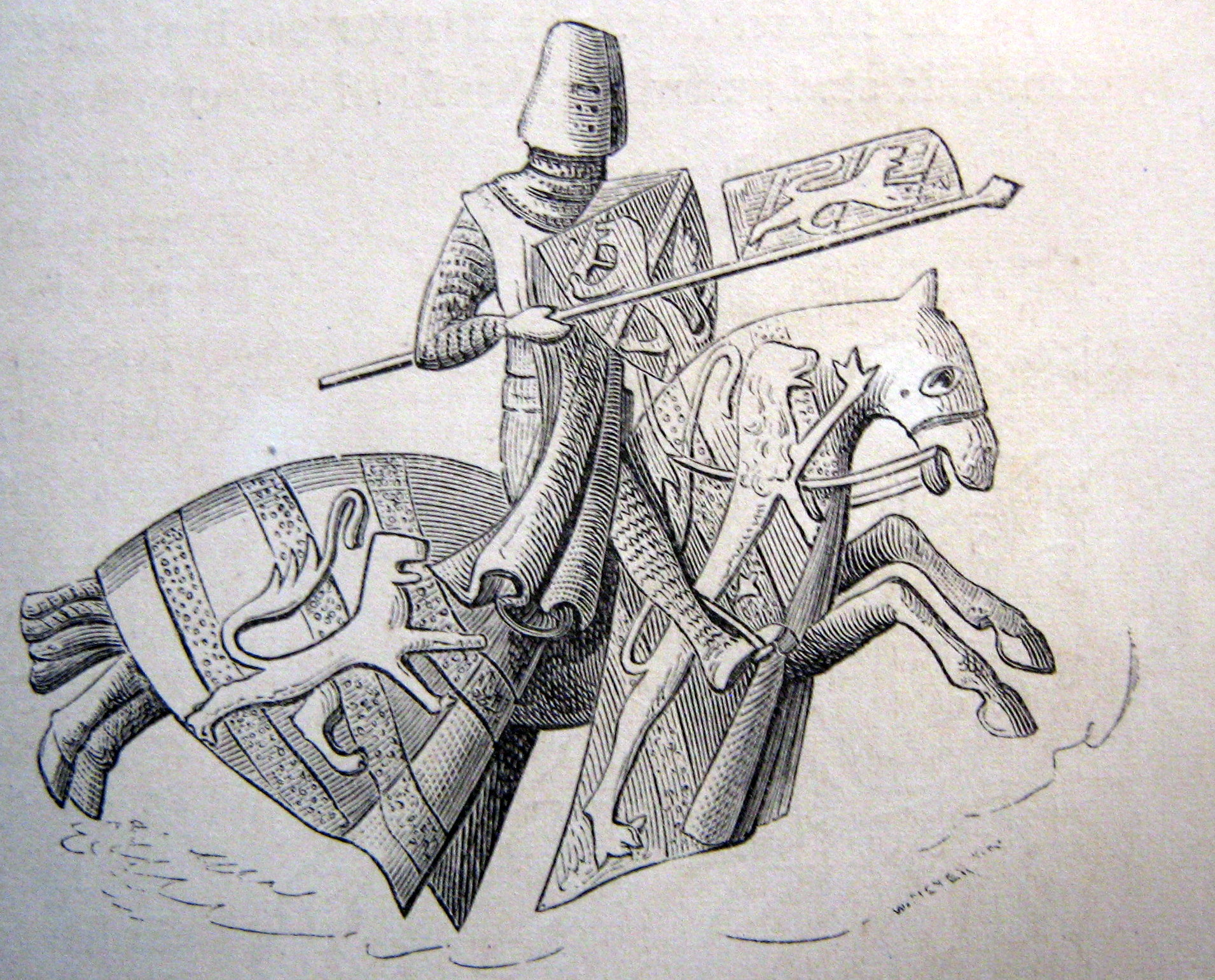
Bengt Birgersson (Bjälboätten), biskop i Linköping. Gravyr i Den svenska historien 1878.
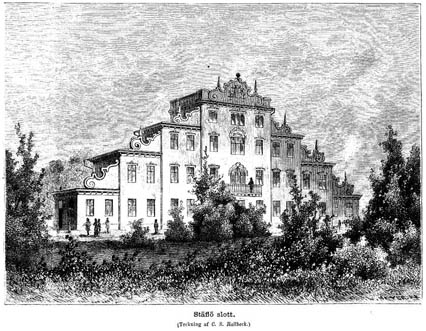
Stävlö slott, gravyr i Svenska Familj-Journalen 1879 efter teckning av Carl Svante Hallbeck.

## Referenser

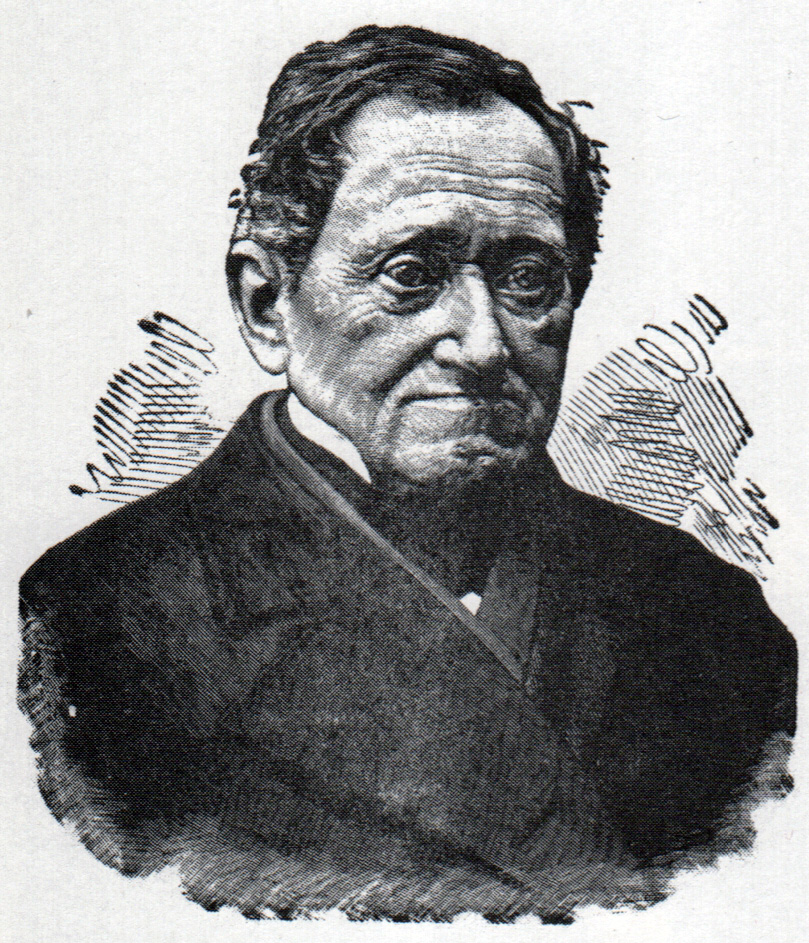
Xylografi av Wilhelm Meyer visande sin far J.F. Meyer, efter ett fotografi från 1875. Tryckstocken donerades till Grafikens hus i Mariefred och förstördes vid branden 2014.